# Pseudochromis punctatus
Pseudochromis punctatus is een straalvinnige vissensoort uit de familie van de dwergzeebaarzen (Pseudochromidae). De wetenschappelijke naam van de soort is voor het eerst geldig gepubliceerd in 1970 door Kotthaus.